# Saint-Maurice-des-Champs
Saint-Maurice-des-Champs – miejscowość i gmina we Francji, w regionie Burgundia-Franche-Comté, w departamencie Saona i Loara.
Według danych na rok 1990 gminę zamieszkiwało 66 osób, a gęstość zaludnienia wynosiła 11 osób/km² (wśród 2044 gmin Burgundii Saint-Maurice-des-Champs plasuje się na 844. miejscu pod względem liczby ludności, natomiast pod względem powierzchni na miejscu 1178.).